# Gerhard Paul (Synchronsprecher)
Gerhard Paul (* 5. November 1938 in Lübben (Spreewald), Provinz Brandenburg; † 25. November 2024 in Bautzen) war ein deutscher Synchronsprecher, Dialogregisseur und Schauspieler.

## Leben und Wirken
Paul synchronisierte unter anderem Charlton Heston im Film True Lies, Sean Connery im Film Mit Schirm, Charme und Melone, Don S. Davis als General George Hammond in der Science-Fiction-Serie Stargate – Kommando SG-1, Jack Klugman als Gerichtsmediziner Quincy (3. Sprecher), Robert David Hall als Dr. Albert Al Robbins (1. Sprecher) in der Serie CSI: Den Tätern auf der Spur, die Figur des Professor Agasa in der Animeserie Detektiv Conan und Opa Archibald in Artur und die Minimoys.
Paul ist die Stimme des von Fess Parker dargestellten Daniel Boone in der Anfang der 1970er Jahre in der DDR sehr populären gleichnamigen Serie sowie von Gojko Mitić in den DEFA-Indianerfilmen Tödlicher Irrtum, Osceola und Tecumseh.

## Filmografie
- 1971: Dornröschen
- 1972: Leichensache Zernik
- 1978: Gefährliche Fahndung